# Rebecca Parkes
Rebecca Parkes (ur. 16 sierpnia 1994 w Hamilton) – węgierska piłkarka wodna pochodzenia nowozelandzkiego, reprezentantka Węgier. Brązowa medalistka igrzysk olimpijskich w Tokio w 2021 i mistrzostw Europy.

## Udział w zawodach międzynarodowych
| Rok  | Impreza                                | Miejsce   | Pozycja    |      |                                    |         |            |
| ---- | -------------------------------------- | --------- | ---------- | ---- | ---------------------------------- | ------- | ---------- |
| Rok  | Impreza                                | Miejsce   | Pozycja    | 2019 | Mistrzostwa Świata w Pływaniu 2019 | Gwangju | 4. miejsce |
| 2020 | Mistrzostwa Europy w Piłce Wodnej 2020 | Budapeszt | 3. miejsce |      |                                    |         |            |
| 2021 | Letnie Igrzyska Olimpijskie 2020       | Tokio     | 3. miejsce |      |                                    |         |            |